# Nalžovské Hory
Nalžovské Hory település Csehországban, a Klatovyi járásban.  Lakosainak száma 1190 fő (2024. január 1.).

## Fekvése
Nalžovské Hory Kolinec, Myslív, Pačejov, Plánice, Zborovy, Zavlekov, Tužice, Budětice, Břežany, Hradešice és Hrádek településekkel határos.

## Népesség
A település lakosságának változását az alábbi diagram mutatja:
| Lakosok száma | 4424 | 4082 | 3723 | 2208 | 1610 | 1140 | 1155 | 1172 | 1125 | 1190 |
|               | 1869 | 1900 | 1921 | 1961 | 1980 | 2011 | 2016 | 2019 | 2021 | 2024 |

## Híres személyek
- Itt hunyt el 1895-ben Eduard Taaffe osztrák miniszterelnök.

## Galéria

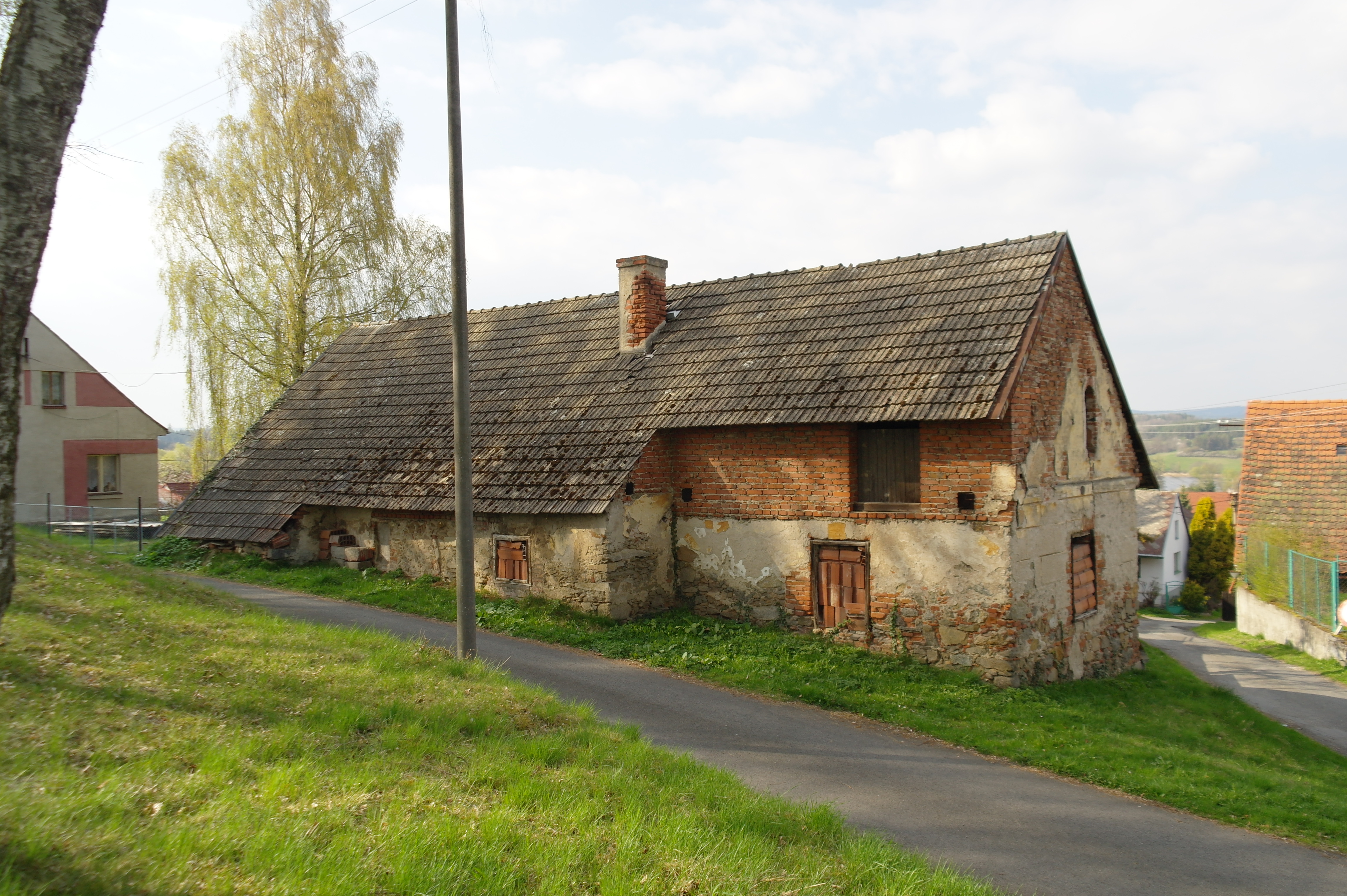
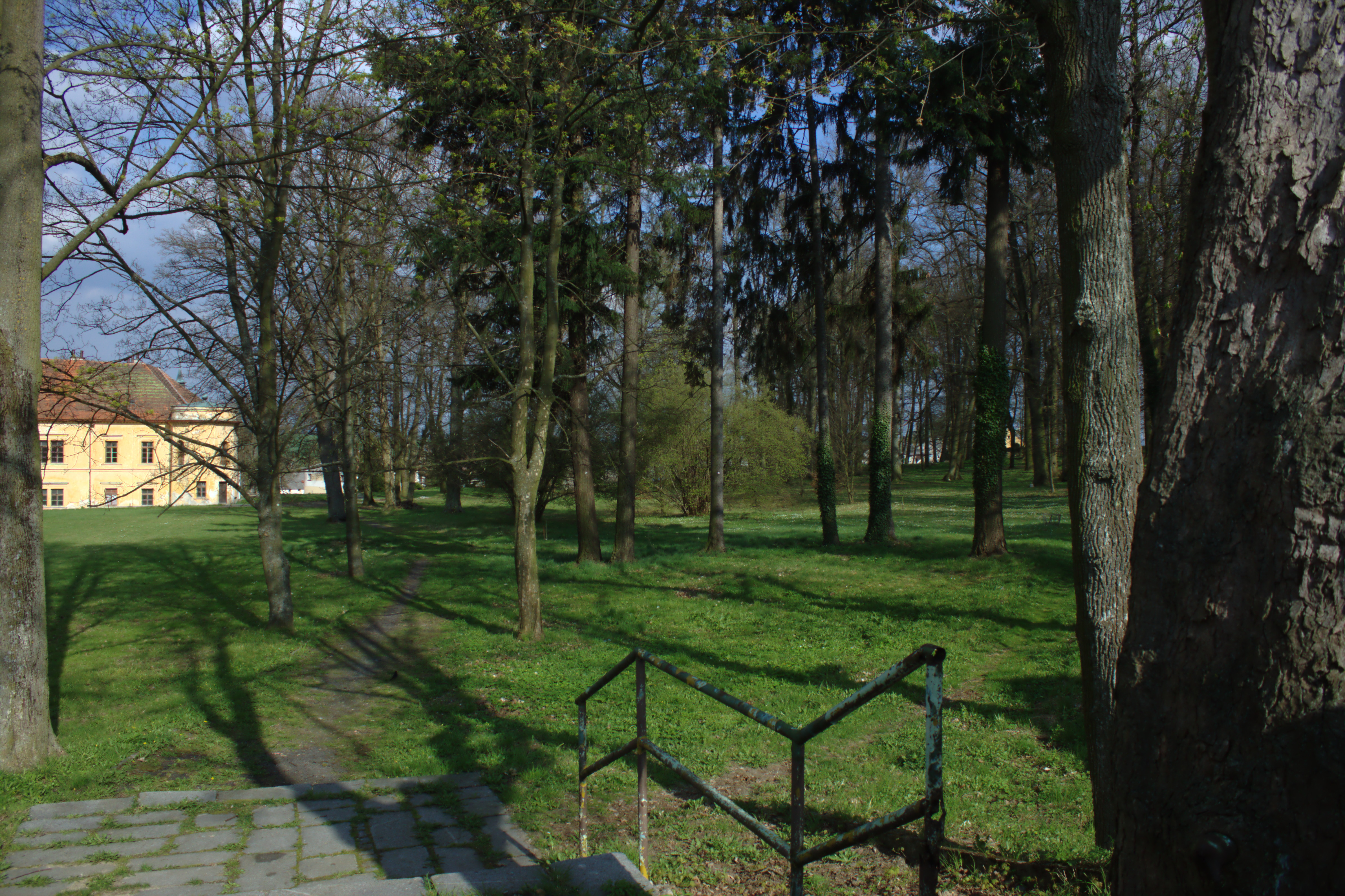
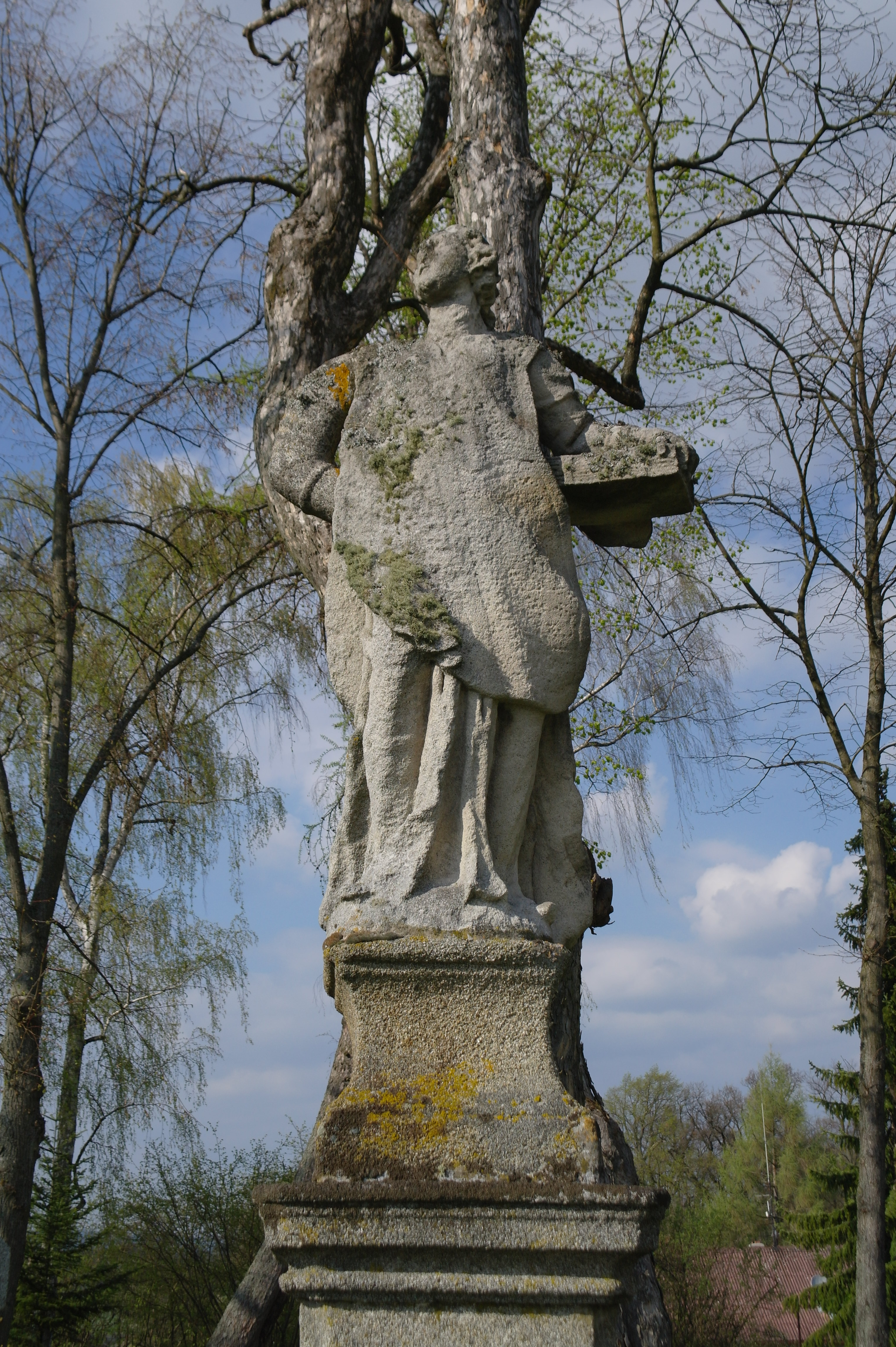